# Joubert Araújo Martins
Joubert Araújo Martins známý jako Beto (* 7. ledna 1975) je bývalý brazilský fotbalista a reprezentant.

## Reprezentační kariéra
Beto odehrál 12 reprezentačních utkání. S brazilskou reprezentací se zúčastnil turnajů Copa América 1995, 1999, Zlatý pohár CONCACAF 1996, Konfederační pohár FIFA 1999.

## Statistiky
| Brazílie | Brazílie | Brazílie |
| Roky     | Záp.     | Góly     |
| -------- | -------- | -------- |
| 1995     | 2        | 0        |
| 1996     | 2        | 0        |
| 1997     | 0        | 0        |
| 1998     | 0        | 0        |
| 1999     | 8        | 0        |
| Celkem   | 12       | 0        |